# Liste der Kulturdenkmäler in Wirscheid
In der Liste der Kulturdenkmäler in Wirscheid sind alle Kulturdenkmäler der rheinland-pfälzischen Ortsgemeinde Wirscheid aufgeführt. Grundlage ist die Denkmalliste des Landes Rheinland-Pfalz (Stand: 21. Dezember 2021).

## Einzeldenkmäler
| Bezeichnung | Lage                                 | Baujahr | Beschreibung                   | Bild                           |
| ----------- | ------------------------------------ | ------- | ------------------------------ | ------------------------------ |
| Wegekapelle | westlich des Ortes an der K 125 Lage | 1883    | Bruchsteinbau, bezeichnet 1883 | weitere Bilder Fotos hochladen |